# Surviving the Game
Surviving the Game (titulada Juego de supervivencia en España y Sobrevivir al juego en Hispanoamérica) es una película estadounidense de acción de 1994 dirigida por Ernest R. Dickerson y protagonizada por Ice-T, Rutger Hauer y Gary Busey. 
El argumento está basado en el relato de Richard Connell El juego más peligroso.

## Argumento
Jack Mason (Ice-T) es un sin techo que tras perder a sus dos únicos amigos (un compañero y un perro) el mismo día, intenta suicidarse hasta que Walter Cole (Charles S. Dutton), un trabajador del comedor social se interesa por él y le salva. A sabiendas de su situación, decide llevarle ante Thomas Burns (Rutger Hauer), un hombre de negocios que le ofrece trabajo como guía para los cazadores del que forma parte. A pesar de estar en contra de la caza, acepta la oferta por el salario.
Tras varias horas de vuelo llega a una cabaña situada en el Noroeste de Estados Unidos y rodeada por un centenar de acres de bosques. Una vez allí conoce a los demás con los que comparte una gran cena y donde aprovecha para conocer a los demás compañeros. Sin embargo, a la mañana siguiente se lleva una macabra sorpresa cuando Cole le explica con un arma, que el animal que van a cazar es al propio Mason, al cual le dan tiempo de ventaja para huir mientras los demás desayunan. Una vez empieza la persecución, Mason tratará de sobrevivir.

## Reparto
- Ice-T es Jack Mason.
- Rutger Hauer es Thomas Burns.
- Charles S. Dutton es Walter Cole.
- Gary Busey es Doc Hawkins.
- F. Murray Abraham es Derek Wolfe Sr.
- John C. McGinley es John Griffin.
- William McNamara es Derek Wolfe Jr.
- Jeff Corey es Hank.

## Rodaje
La película está ambientada en Seattle, sin embargo, algunas escenas tuvieron lugar en Filadelfia. Por otra parte, la zona boscosa del film situada en la frontera de Oregón fue rodada en Entiat y Wenatchee, ambas en Washington además del Bosque nacional de Wenatchee.

## Recepción
Las críticas por parte de los medios fueron negativas. La website Rotten Tomatoes puntuó la película con un 27% de nota en un total de 15 críticas y una nota meda de 4.3 de 10.
En cuanto a la taquilla, la recaudación fue discreta tras recaudar 7,7 millones de dólares.